# Limerick, Pennsylvania
Limerick är en ort i Montgomery County i delstaten Pennsylvania, USA.